# Катастрофа Boeing 757 під Лімою
Рейс Aeroperú 603 — авіаційна катастрофа, що сталася вночі 2 жовтня 1996 року. Через півгодини після вильоту з міжнародного аеропорту Кальяо в Лімі (Перу) Boeing 757-23A авіакомпанії Aeroperú, який виконував регулярний рейс PLI 603 за маршрутом Ліма-Сантьяго, впав у води Тихого океану, унаслідок чого загинули всі 70 осіб, що знаходились на борту.

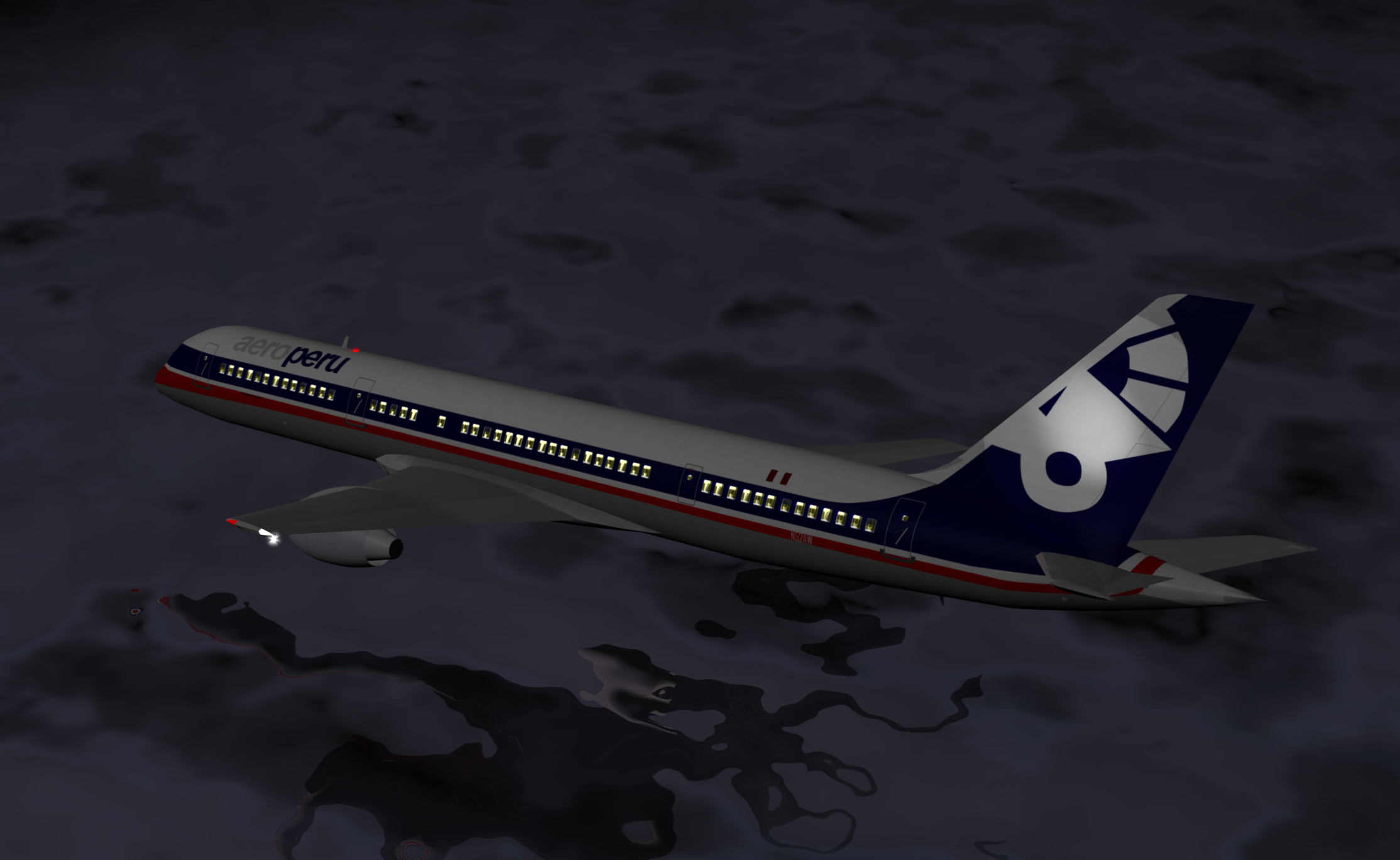
Комп'ютерна реконструкція рейсу 603 перед падінням у воду. Присутнє додаткове освітлення, хоча пілоти не бачили нічого навколо.

За кількістю жертв ця авіакатастрофа займає 3-тє місце в історії Перу (після катастроф Boeing 737 під Арекіпою і катастрофи L-188 під Куско а також є найбільшою в історії національної авіакомпанії Aeroperú, що призвело до її банкрутства в 1999 році.

## Попередні обставини
Увечері 1 жовтня 1996 року в аеропорту ім. Хорхе Чавеса (англ. Jorge Chávez International Airport) в Лімі здійснив приземленя рейс 603 компанії Aeroperú. До Ліми цей рейс виконував Boeing 727—200, оскільки у Boeing 757 виникли технічні проблеми. Рейс 603 починався в Маямі і мав проміжну зупинку. У Лімі висадилося значна кількість пасажирів, а решта пересіли на Boeing 757, який до того часу пройшов технічні перевірки.

### Літак
Літак що в цей день виконував даний рейс Boeing 757-23A був випущений в листопаді 1992 року, а 2 грудня того ж року був переданий компанії Ansett Worldwide. 27 вересня 1993 року літак був зданий у лізинг компанії Aeroméxico, яка 1 квітня 1994 року здала його в сублізинг компанії Aeroperú.
На 2 жовтня 1996 року літак мав наліт 10 654 годин, з них в Aeroperú — 8291 год. Останній великий ремонт (C-2) літак проходив з 26 травня по 15 червня 1996 року. Повна вага літака при вильоті з Ліми становила 83 036 кг.

### Екіпаж і пасажири
Капітаном на літаку був 58 — річний Ерік Шрайбер Ладрон де Гевара (ісп. Eric Schreiber Ladrón de Guevara) — досвідчений льотчик, який встиг також попрацювати інструктором на літаках Boeing. Його наліт становив 21 955 годин, з них на літаках Boeing 757 — 1520 годин. Другим пілотом був 32-річний Давид Фернандес Реворедо (ісп. David Fernández Revoredo), чий наліт становив 7954 години, з них на літаках Boeing 757 — 719 годин. Стюардесами на літаку були Марія Анжела Касаб, Кароліна Лопез, Джема Бруцоне, Роксана Міно, Анна Контрерас, Ненсі Фернандез і Сильвіа Баретто. У салоні перебував 61 пасажир.
| Країна          | Пасажири | Екіпаж | Всього |
| --------------- | -------- | ------ | ------ |
| Чилі            | 30       | 0      | 30     |
| Колумбія        | 1        | 0      | 1      |
| Еквадор         | 2        | 0      | 2      |
| Італія          | 2        | 0      | 2      |
| Мексика         | 6        | 0      | 6      |
| Австралія       | 1        | 0      | 1      |
| Перу            | 11       | 9      | 20     |
| Іспанія         | 1        | 0      | 1      |
| Велика Британія | 2        | 0      | 2      |
| США             | 4        | 0      | 4      |
| Венесуела       | 1        | 0      | 1      |
| Всього          | 61       | 9      | 70     |

## Катастрофа
У 23:50 капітан Ерік Шрайбер за допомогою ліхтарика здійснив зовнішній огляд літака і не побачив нічого підозрілого. Вже в 0:32 2 жовтня екіпаж зв'язався з диспетчерською вишкою і доповів про готовність до початку рулювання. У 0:40 літак виїхав на стартову позицію ВПП 15.
| 00:40:58 | 2-й пілот | ісп. LIMA TORRE, AEROPERU 603, PISTA 15, LISTO AL DESPEGUE (Вежа Ліма, Аероперу 603, смуга 15, до зльоту готові)                                                                        |
| 00:41:01 | Вежа      | ісп. AEROPERU 603, USE ATENUACION DE RUIDO, VIENTO CALMA, ESTA AUTORIZADO A DESPEGAR PISTA 15. (Аероперу 603, використовуйте ослаблення шуму, вітер слабкий, дозволяю зліт з смуги 15.) |

У 0:42 за місцевим часом (5:42 UTC) лайнер B757-23A з 70 людьми на борту вилетів з Ліми. Але вже через кілька секунд пілоти зрозуміли, що ситуація поступово виходить з-під контролю.
| 00:42:12 | 2-й пілот | ісп. SE HAN PEGADO LOS ALTIMETROS (Висотоміри зависли) |
| 00:42:14 |           | Тричі лунає сигнал "Зрушення вітру " (Windshear Alarm) |
| 00:42:12 | 2-й пілот | ісп. OYE, SE HAN PEGADO LOS ALTIMETROS (Дивись, висотоміри зависли) |
| 00:42:26 | Капітан   | ісп. SI (Так) |
| 00:42:26 | 2-й пілот | ісп. TODOS (Всі) |
| 00:42:28 | Капітан   | ісп. ESTO ES NUEVO REALMENTE, EH? MANTEN V 2 MAS DIEZ, PUES, V 2 MAS DIEZ. (Дійсно? Це щось нове! Тримай V2 плюс десять, V2 плюс десять [швидкість на 10 км/год вища, ніж швидкість зльоту]) |

Несподівано зазвучали сигнали тривоги низької швидкості і висоти польоту. Капітан почав аналізувати свідчення сигналів, тоді як другий пілот намагався утримати літак на курсі. Несподівано в 00:43:06 спрацювала сигналізація диференту керма (Rudder Ratio Alarm), а в 00:43:31 — сигнал про високу швидкість (Mach Trim). Поки другий пілот тримав штурвал, капітан намагався розібратися в такому незрозумілому поєднанні сигналів несправностей. Але в 00:44:15 в кабіні пролунав застережливий сигнал тривоги (Caution Alarm), а через 7 секунд — сигнал аварійної тривоги (Alert Alarm), що почало ще більше заплутувати пілотів.
Усвідомлюючи критичність ситуації, пілоти зв'язалися з диспетчерською вишкою і повідомили, що у рейсу 603 серйозні проблеми.
| 00:44:26 | 2-й пілот | ісп. TORRE AEROPERU 603 (Вежа, Аероперу 603) |
| 00:44:31 | Вежа      | ісп. AEROPERU 603 TORRE PROSIGA (Аероперу 603, вежа, говоріть) |
| 00:44:32 | 2-й пілот | ісп. O.K. DECLARAMOS EN EMERGENCIA, NO TENEMOS INSTRUMENTOS BASICOS. NO ALTIMETROS NI VELOCIMETROS, DECLARAMOS EMERGENCIA AH. (О. К. Ми оголошуємо про надзвичайний стан, так як у нас немає основних приладів. Ні висотомірів, ні індикаторів швидкості. Ми оголошуємо про надзвичайний стан)                      |
| 00:44:41 | Вежа      | ісп. RECIBIDO, ALTITUD? (Зрозумів. Висота?) |
| 00:44:45 | 2-й пілот | ісп. NO TENEMOS, TENEMOS HASTA MIL PIES… APROXIMADAMENTE MIL SETECIENTOS. (Ми не знаємо, але до тисячі футів… Приблизно тисяча сімсот) |
| 00:44:50 | Вежа      | ісп. MIL PIES, RECIBIDO, RECIBIDO, AEROPERU 603, CONFIRME SI LE ES POSIBLE CAMBIAR FRECUENCIA 119,7 A FIN DE RECIBIR INSTRUCCIONES DE VIGILANCIA RADAR. (Тисяча футів. Зрозумів, зрозумів. Аероперу 603, підтвердіть, якщо можете перейти на частоту 119,7 для отримання інструкцій від радіолокаційного контролю.) |
| 00:45:01 | 2-й пілот | ісп. PASAMOS 119,7. (ісп. Переходимо на 119,7) |

І буквально через секунду відключився автомат тяги, а ще через 10 секунд пролунали звуки сигналів про відключення автомата тяги (Auto Throttle Disconnect), диференту керма (Rudder Ratio) і про максимальну швидкість (Mach Speed) . Для зниження навантаження, пілоти спробували активувати автопілот, але через високу різниці показань між приладами капітана і другого пілота, автопілот відразу вимкнувся.
Пілоти зв'язалися з диспетчером Ліми і доповіли, що збираються повертатися назад, у зв'язку з чим запросили вести їх для посадки на ЗПС 15. Диспетчер дав їм вказівку лягти на курс 330° на маяк Салінос, що знаходиться навпроти Уачо і зберігати висоту 4000 футів, на що пілоти доповіли, що не мають такої можливості, так як їх літак весь час піднімається. Також другий пілот повідомив диспетчера, що у них проблеми з управлінням, хоча при розслідуванні з'ясується, що це думка у них склалося через постійні сигналів несправностей, тоді як літак насправді був повністю керований. Пілоти помітили, що висотоміри почали працювати і показували збільшення висоти.
| 00:48:22 | Диспетчер Ліми | ісп. AEROPERU 603, SE LE OBSERVA AHORA CON NIVEL NUEVE DOSCIENTOS, EH… QUE RUMBO LE INDICA AHORA? (Аероперу 603, зараз ви на висоті дев'ять двісті (9200 футів), е … Який у вас зараз курс?) |
| 00:48:29 | 2-й пілот      | ісп. RUMBO DOS CERO CINCO. (Курс два нуль п'ять.) |
| 00:48:31 | Диспетчер Ліми | ісп. AFIRMATIVO, ESTA HACIENDO VIRAJE LENTO A LA DERECHA, CORRECTO? (Підтверджую. Ви робите повільний правий розворот, вірно?)                                                               |
| 00:48:29 | 2-й пілот      | ісп. NO, ESTAMOS MANTENIENDO RUMBO PARA ALEJARNOS HACIA LA COSTA. (Ні, ми тримаємо курс на віддалення від берега.)                                                                           |

Коли літак був в 30 милях від берега, диспетчер запропонував їм зберігаючи ешелон польоту 120 (12 000 футів або 3,6 км) лягти на курс 350°. О 00:50 пілоти спробували знову включити автопілот. Водночас зв'язався диспетчер і вказав їм, що літак, згідно з показаннями радара, летить на ешелоні 120 з приблизною швидкістю 310 вузлів і дав команду на розворот на курс 330°. У 0:52 в кабіні пролунав черговий сигнал тривоги, після чого відключився автопілот.
У 0:56 пілоти стали знижуватися до 10 тисяч футів і тут капітан помітив, що швидкість, згідно з даними індикатора швидкості, почала перевищувати максимальну. Пілоти запитали в диспетчера, яка їх швидкість за радаром, на що отримали відповідь — 320 вузлів, тоді, як прилади в кабіні показували вже більше 350. Тому пілоти для зниження швидкості в 0:57:00 випустили спойлери, але через 12 секунд пролунав сигнал попередження про перевищення максимальної швидкості (Overspeed Alarm), тому пілоти також знизили тягу двигунів, але це не допомагало. Пілоти були в розгублені, тому що показники швидкості незабаром дійшли до 395 вузлів (731 км/год), на що пролунав в 0:59:27 сигнал про небезпечне зниження швидкості (Stall Warning Alarm) зовсім збив пілотів з пантелику. Шайбер і Ровередо вже просто не знали, чому вірити.
Рейс 603 летів посеред відкритого океану в повній темряві. У пілотів не було ніякого зовнішнього орієнтиру, тоді як бортовий комп'ютер видавав суперечливу інформацію про основні параметри польоту.
| 00:59:55 | 2-й пілот      | ісп. SOLICITAMOS UN… ¿HAY ALGUN AVION QUE PUEDA SALIR AL RESCATE DE NOSOTROS? (Підскажіть… Чи є якийсь літак, який би міг врятувати нас?)                                              |
| 01:00:06 | Диспетчер Ліми | ісп. SI, CORRECTO, VAMOS A COORDINAR DE INMEDIATO, SE ESTA COORDINANDO DE INMEDIATO (Так, зрозумів. Ми негайно координуємо, вже координуємо)                                           |
| 01:00:12 | 2-й пілот      | ісп. ALGUN AVION QUE NOS PUEDA SERVIR DE GUIA, ALGUN AEROPERU QUE ESTE POR ALLI, ALGUIEN (Який-небудь літак, який міг би вести нас. Який-небудь Аероперу або хто східніше. Хто-небудь) |
| 01:00:06 | Диспетчер Ліми | ісп. ATENTO, TENEMOS UN 707 QUE VA A SALIR PARA PUDAHUEL, SE LE ESTA AVISANDO (Увага, в нас є 707, що вилітає в Пудауель. Ми скажемо йому)                                             |

Однак 707-й був готовий вилетіти тільки через 15 хвилин, тоді як у рейсу 603 рахунок часу, що залишився йшов уже на хвилини. У 1:01 диспетчер повідомив пілотам, що за радаром вони на ешелоні 100 (10 000 футів або 3 км), а швидкість близько 220 вузлів (407 км/год), віддалення від Ліми 32 милі (59 км). Екіпаж був вражений такою різницею в показаннях з їхніми приладами і почав збільшувати тягу двигунів. У 1:02:44 в кабіні вже звучить протягом майже 45 секунд сигнал про небезпечну близькість землі (Too Low Terrain), тоді як висотомір показував висоту польоту 10 тисяч футів. Пілоти ще запитують у землі, яка у них швидкість, на що отримують відповідь: близько 200 вузлів і продовжує знижуватися. Зрозумівши, що ще трохи і вони впадуть, пілоти збільшили тягу двигунів. Досить скоро замовкла і сигналізація про близькість землі, з чого пілоти зробили висновок, що ймовірно це був збій системи .
У 1:08 капітан включив систему посадки за приладами, щоб вивести літак на посадковий курс, а в 1:09 вони лягли на курс 070 і почали випускати закрилки.
| 01:10:13 | 2-й пілот      | ісп. ME INFORMA ALTURA POR FAVOR, PORQUE TENEMOS EL CLIMB QUE NO… (Повідомте мені будь ласка нашу висоту, тому що у нас схоже завищення …)                                                                         |
| 01:10:17 |                | Починає знову звучати сигнал наближення землі (Too Low Terrain) |
| 01:10:18 | Диспетчер Ліми | ісп. SI MANTIENE NUEVE SETECIENTOS, SEGUN LA PRESENTACION SEÑOR. (Згідно зі свідченнями, зберігається дев'ять сімсот, сер)                                                                                         |
| 01:10:21 | 2-й пілот      | ісп. NUEVE SETECIENTOS (Дев'ять сімсот?) |
| 01:10:26 | Диспетчер Ліми | ісп. SI CORRECTO, CUAL ES LA ALTURA QUE LE INDICA EN EL AVION, Y SI TIENE ALGUNA REFERENCIA VISUAL? (Так, вірно. Таку повітряну висоту він показує. У вас є візуальні орієнтири?)                                  |
| 01:10:29 | 2-й пілот      | ісп. NUEVE SETECIENTOS PERO NOS INDICA TOO LOW TERRAIN… SEGURO QUE NOS TIENE EN EL RADAS A CINCUENTA MILLAS? (Дев'ять сімсот, але у нас попередження про наближення землі… Ви впевнені, що ми в п'ятдесяти милях?) |
| 01:10:54 | Диспетчер Ліми | ісп. AEROPERU 603, LIMA (Аероперу 603, Ліма) |
| 01:10:57 |                | Чути шум крила, що врізався у воду |
| 01:10:59 | 2-й пілот      | ісп. ESTAMOS IMPACTANDO EL AGUA (Ми падаємо у воду) |
| 01:11:02 | Диспетчер Ліми | ісп. SUBA SUBA, AEROPERU 603 SI LE INDICA… PULL UP (Піднімайтеся, піднімайтеся, Аероперу 603, якщо ви так говорите … вгору)                                                                                        |
| 01:11:14 |                | У кабіні лунає механічне повідомлення «Whoop… Whoop… Pu…» |
| 01:11:16 |                | Звук удару, запис обривається |

У 1:10:57 літак на швидкості 260 вузлів (481,5 км/год) під кутом 10 градусів лівим крилом врізався у воду. Пілоти різко потягнули штурвал на себе, змусивши літак піднятися. Але в лівий двигун вже потрапила вода, яка викликала зрив полум'я, і той зупинився. Це призвело до різкого дисбалансу тяги. Піднявшись на 200 футів, літак перекинувся і на швидкості близько 230 вузлів (426 км/год) знову врізався в океан.

## Пошуки
За вказівкою диспетчерів, до узбережжя були направлені рятувальні бригади, які сподівалися побачити вдалині світлові сигнали з літака, що приводнився. Проте ніяких сигналів вони не побачили. Лише пізніше місцевий рибалка сказав, що бачив спалах на горизонті. Вранці на поверхні води були знайдені довгі плями палива, що підтвердило найгірші побоювання — літак розбився при ударі об воду. Всього на поверхні були знайдені 9 тіл, решта потонули разом з літаком.

## Розслідування
Розслідуванням катастрофи займалося Міністерство транспорту та зв'язку, а головним слідчим був Гуїдо Фернандес Ланьяс (ісп. Guido Fernández Lañas) — дядько Давида Фернандеса Реворедо (2-й пілот на рейсі 603). Для пошуку літака свою допомогу запропонували ВМС США, які незабаром виявили його на глибині більше 400 метрів розломленими на дві частини. Також були прослухані аудіозаписи переговорів пілотів з диспетчерами.
Досить скоро була знайдена причина катастрофи — заклеєні клейкою стрічкою трубки Піто з боку капітана. Її наклеїли при виконанні миття літака, а після завершення робіт забули зняти. Стрічка була сріблястою, як і забарвлення літака в тому місці, тому при огляді вночі за допомогою звичайного ліхтарика її не помітили. У повітряній навігації ці датчики відіграють величезну роль, оскільки показують горизонтальну і вертикальну швидкості повітряного судна і висоту польоту. Ці ж дані надходять у бортовий комп'ютер. Через заклеювання при зльоті ці датчики почали видавати помилкові свідчення. Оскільки на іншій стороні літака датчики не були заклеєні, то в системі через різниці показань виник збій, що і призвело до видачі ненормальних показань приладів, а також помилкових спрацьовувань тривог. Через це інформаційне перевантаження пілоти досить скоро заплуталися і забули, наприклад, про радіолокаційний висотомір, який починає працювати при висоті польоту нижче 2500 футів, а його свідчення не залежать від повітряних датчиків.
Взагалі заклеювання клейкою стрічкою датчиків швидкості і висоти є стандартною процедурою при митті або фарбування літака, але при цьому стрічка повинна бути яскравого кольору, щоб її було легко помітити. У випадку ж з Aeroperu, робітники використовували нестандартну сріблясту стрічку, а наклеював її співробітник Елеутеріо Чакаліаса (ісп. Eleuterio Chacaliaza), який того дня працював за ревізора і не знав всій важливості цих датчиків, тому просто забув зняти стрічку після всіх технічних процедур.

## Наслідки
Після авіакатастрофи номер рейсу був змінений на 691. У листопаді 1996 року адвокат Майк Ейдсон (ісп. Mike Eidson) вів справу від особи загиблих членів екіпажу і 41 пасажирів проти корпорації Boeing, заявивши, що вона несе відповідальність за цю катастрофу, так як повинна була передбачити недбалу експлуатацію своїх літаків. Ейдсон також аргументував свій позов тим, що багато пасажирів вижили при ударі і загинули від утоплення. У травні 1997 року позов проти Boeing був поданий у федеральному суді в Маямі. Boeing заявила, що не несе відповідальності за те, що трапилося, так як вина лежить на капітану Шрайберу, який не помітив заклеєні датчики. Проте слідчі стверджували, що її неможливо було побачити в темний часу доби на значній висоті (4,5—5 метрів), та ще коли вона такого ж кольору, як обшивка.
13 грудня 1999 року члени сімей пасажирів рейсу 603 отримали одну з найбільших грошових компенсацій за загиблих в авіакатастрофі за межами США і не є її жителями. Їм виплатили в середньому по 1 мільйону доларів США за загиблого. Для авіакомпанії Aeroperú, яка до того часу вже несла серйозні збитки, це стало фатальним і в тому ж році вона оголосила про своє банкрутство. Тому всі фінансові проблеми тепер лягли на корпорацію Boeing, яка закінчила виплати в 2006 році.

## У культурі
Авіакатастрофа була показана в першому сезоні канадського документального телесеріалу «Розслідування авіакатастроф» в епізоді «Сліпий політ».